# بهاق
البُهَاقُ (بالإنجليزية: Vitiligo) أحد الأمراض الجلدية المنتشرة في العالم ويعرف تحديداً بزوال اللون الطبيعي للجلد على شكل بقع بيضاء واضحة في الجلد، وقد يكون شاملاً للجسم كله كما قد يكون في مكان واحد.
تتكون البقع التي تشكل مرض البهاق بسبب فقدان الخلايا الملونة التي تنتج مادة الميلانين، والتي توجد بشكل أساسي طبيعي في الجلد وفي حويصلات الشعر والفم(أي الشفاه) والعيون (لون العينين) وبعض من الأجزاء العصبية المركزية، وتعتبر كمية ونوعية خلايا الميلانين هي العنصر المحدد للون الجلد والشعر والعيون التي تميز الناس عن بعضهم البعض.
البهاق هو خلل صبغي ينتج عن تحطم الخلايا القتامينية (بالإنجليزية: melanocytes) وهي الخلايا التي تنتج الصبغة في الجلد، الأغشية المخاطية (الأنسجة التي تبطن داخل الفَم والأنف والمناطق الجنسية والإخراجية)، وشبكيّة العين (و هي الطبقة الداخلية في مقلة العين). كنتيجة لتحطم هذه الخلايا، تظهر رقع بيضاء على أجزاء مختلفة من الجلد على الجسم. حتى الشعر الذي ينمو في المناطق المصابة يبيض في العادة

بهاق في الأصابع

## مسببات المرض
إن المسبب الحقيقي للبهاق لم يعرف بعد، إلا أن اجتماع عناصر هامة مثل العناصر المناعية والوراثية والعصبية، قد يسبب معظم الحالات بشكل قوي.
ذكر معظم المرضى بدء الإصابة بالبهاق بعد حرق شمسي شديد، وآخرون ربطوا بدء ملاحظتهم للمرض بمشكلة نفسية أو عاطفية مروا بها، كما يحدث بعد موت عزيز أو وقوع طلاق أو حادث مأساوي لسيارة أو غيرها من الفواجع الإنسانية.
أما الاعتقاد الشائع حالياً أنه لدى مرضى البهاق خلايا ملونة لديها استعداد وراثي طبيعي للتلاشي والاختفاء، وأن هذا التلاشي يحدث بآلية مناعية عصبية بحتة.
مسبب البهاق غير معروف، لكن الأطباء والباحثين لهم عدة نظريات مختلفة. أحد النظريات هي أن الأفراد المصابين طوروا أضدادا تحطم الخلايا القتامينية في أجسامهم. وتقول نظرية أخرى أن الخلايا القتامينية تدمر نفسها بنفسها. وأخيراً، ذكرت بعض التقارير الطبية أن حالات كحروق الشمس أو الأزمات العاطفية تسبب البهاق؛ على أية حال، لم تثبت صحة هذه التقارير من ناحية علمية.

## المعرضون للإصابة بالبهاق
تصل نسبة الإصابة بالبهاق الاجمالية حول العالم إلى 1-2% من سكان الكرة الأرضية، ويبدأ المرض في 50% من الحالات قبل سن ال20 عاماً، وفي ثلث من إجمالي الحالات توجد إصابة عند أكثر من فرد في العائلة الواحدة.
ترتفع عن المرضى المصابين بالبهاق نسبة الاستعداد أكثر من غيرهم للإصابة بأمراض المناعة الذاتية:
- زيادة أو قصور نشاط الغدة الدرقية.
- الثعلبة
- فقر الدم الوبيل (نقص فيتامين بي 12)
- مرض أديسون (أو القصور في الغدة الكظرية)

حوالي 1 إلى 2 بالمائة من سكان العالم، أو ما يعادل 40 إلى 50 مليون شخص، مصابون بالبهاق. في الولايات المتحدة، من 2 إلى 5 ملايين شخص مصابون بهذا الخلل. خمسة وتسعون بالمائة من الأفراد المصاببن طوروا الحالة قبل وصولهم إلى سن الأربعين. يصيب هذا الخلل جميع الأجناس البشرية سواء كانوا ذكوراً أو إناثاً. ومن أشهر من مرض بهذا المرض ملك البوب الأمريكي مايكل جاكسون.
يبدو أن نسبة الإصابة عالية بين الأفراد الذين يعانون من أمراض المناعة الذاتية (الأمراض التي يقوم فيها نظام المناعة لدى الشخص برد فعل ضدّ أعضاء أَو أنسجة لجسم هذا الفرد). تتضمّن هذه الأمراض الذاتية المناعة فرط الدرقية (غدة درقية شديدة النشاط) ، وقصور الغدة الكظرية (لا تنتج ما يكفي من هورمون الكورتيزول)، داء الثعلبة areata (رقع من المناطق الصلعاء)، وفقر الدم الخبيث (مستوى منخفض من خلايا الدم الحمراء سببها فشل الجسم في امتصاص فيتامين بي12). العلماء لا يعرفون السبب الذي يجمع ما بين البهاق وهذه الأمراض. مع ملاحظة، أن أكثر المصابين بالبهاق لا يعانون من هذه الأمراض.
قد يكون البهاق وراثيا، أي أنه ينتقل بين الأجيال. الآباء المصابون لديهم فرصة أعلى لإنجاب أطفال سيطورون هذا الخلل. ومع ذلك فنسبة الإصابات التي تعزى للتأثير الوراثي قليلة نسبيا.

## أعراض البهاق
الأفراد الذين يتطوّر عندهم البهاق سيلاحظون عادة رقع بيضاء (depigmentation) على الجلد. تكون هذه الرقع أكثر شيوعاً في أجزاء الجسم المكشوفة للشمس، مثل الأيدي، القدمين، الذراعين، الوجه، الشفاه . المناطق الأخرى التي يظهر بها البهاق هي الآباط وحول الفم، العيون ، السرة ، والأعضاء التناسلية .
بالإضافة إلى رقع الجلد البيضاء قد يعاني الأفراد المصابون من أعراض شيب مبكر في شعر فروة الرأس، الرموش، الحواجب ، واللحية. الأفراد ذو البشرة السمراء قد يلاحظوا خسارة اللون داخل أفواههم

## يتنوع مرض البهاق ليشمل الأنواع التالية
- الطرفي: أماكن الإصابة : الشفاة - الأطراف - الأعضاء التناسلية.
- المنتشر: يشمل معظم الجسم- بشكل يزيل اللون الأساسي من كامل الجسم في بعض الحالات.
- القطعي: جهة واحدة من الجسم ويتبع انتشار الأعصاب السطحية، ويكون محدوداً للغاية.
- البقعي: محدودة- فقط في عدة مناطق من الجسم.
- الثابت: هو الحالة التي استقرت على وضعها لمدة تزيد عن عام.
- مرض حالة كوبنر: تظهر بقع البهاق في أماكن الجروح والإصابات المختلفة ويدل ذلك على حالة المرض النشطة.
- الشامة الهالية: هالة بيضاء تحيط بشامة ملونة- وقد تكون علامة على بداية الإصابة بالمرض.

## واقي الشمس
يتم استخدام واقي الشمس (درجة 20 وما فوق) في مناطق البهاق لتجنّب حروق الشمس. يتم حماية المناطق المتضررة من الجلد عندما تكون الشمس قوية خاصةً في منتصف النهار من خلال ارتداء على سبيل المثال قبّعة عريضة الحواف وملابس ذات أكمام طويلة.

## العلاج
يتوقف علاج البهاق على النوع المصاب به المريض، فالبهاق البقعي على سبيل المثال يعتبر أيسر الأنواع علاجاً والنوع الطرفي أصعبها وتوجد للعلاج طريقتان:
- الاسترجاع اللوني
- الإزالة اللونية

## أولاً العلاج بالاسترجاع اللوني
يتم استرجاع اللون بطريقتين : إما بالدواء واما بالجراحة.
الدواء للبهاق القليل الانتشار نسبياً:
العلاج الموضعي: كريمات السترورئيدات (الكورتيزون) التي يجب أن تؤخذ تحت إشراف طبي لاختيار النوع المناسب منها والحد من تأثيراتها الجانبية على قدر الإمكان.
ومن أمثلة الأدوية الموضعية أيضاً وصف مركبات السورالين مع التعرض للشمس أو للأشعة فوق البنفسجية A، ويمكن أن يعطي الدواء على شكل محلول يوضع دهناً على المنطقة المصابة ثم تعرض للشمس أو للأشعة A اما هذا أو ذاك.
هذه العقاقير تجعل الجلد حساساً للأشعة فوق البنفسجية بشكل عام، وقد تحدث حروق وتتكون فقاعات إذا ما كان التعرض للشمس أو الأشعة البنفسجية أكثر من اللازم.
علاجات موضعية أخرى: عقار السودوكتاليز ولا زال قيد البحث.
وكذلك دهان فيتامين (د) كعامل مساعد لنجاح العلاج بالأشعة (الشمس أو البنفسجية)
توجد بعض الأبحاث التي أجريت في عام 2008 وأدت إلى اكتشاف دواء جديد لمرض البهاق في كوبا مستخلص من المشيمة البشرية وهو دواء مُكتشف من قبل ولكن الآن تم تطويره وهو على هيئة غسول اسمه (Melagenina Plus) ويغني المريض عن جلسات الأشعة تحت الحمراء وما إليها وجاء في الدراسة انه يعطي نتيجه أفضل لذوي البشرة الداكنة ليس له اعراض جانبية يستخدم للأطفال والحوامل وكبار السن ولقد اثبت فاعليته في 86% من الحالات التي تحت العلاج وتعتمد فاعليته على عدة عوامل منها:
- العمر.
- العرق.
- مساحة المنطقة المتأثرة.
- العمر الزمني لإصابة المريض بهذا المرض.
- على حسب موقع الأماكن المتأثرة في الجسم.
- التطبيق الصحيح للعلاج.

## العلاج بأجهزة (PUVA)
يؤخذ عقار السورالين على شكل حبوب عن طريق الفم وبعد ساعتين بالتمام يجب تعريض المريض للأشعة A بجهاز PUVA ويلزم الاستمرار على التعرض لتلك الأشعة من 2-3 مرات في الأسبوع.
عقار السورالين يحرض الخلايا الملونة على الانتقال لأماكن الإصابة ومن ثم إنتاج الميلانين مرة أخرى وتختلف استجابة المرضى لهذا العلاج إلا أنه حوالي 75% من المرضى يستجيبون له بشكل جيد.
بعد مرور 2-3 أسبوع من بدء تعاطي العلاج تبدو الحالة للمريض أسوأ مما كانت عليه بسبب اسمرار الجلد الطبيعي وزيادة التباين اللوني بينه وبين المناطق المصابة بالبهاق، لكن مع الوقت تبدأ عودة اللون تدريحياً للجلد ويبدأ ظهور التحسن بمرور الأيام.
على المريض وضع عازل شمسي قوته 15 أو أكثر بعد العلاج، ويعاد استخدامه بعد السباحة والتعرق كذلك، ويجب وضع نظارة شمسية خاصة لوقاية العين خلال فترة التعرض وبقية يوم العلاج.
قد يستخدم مع العلاج بالـ PUVA مضادات التأكسد حيث أثبتت بعض الدراسات أن لها دور في إعادة التصبغ في بعض الحالات.
أظهرت دراسة نشرت في مجلة Dermatologic Clinics فعالية العلاج الضوئي للبهاق، وقلة اختلاطاته وتأثيراته الجانبية.

## العلاج بالأشعة فوق البنفسجية ذات الحزمة الضيقة
يعد علاجاً حديثاً ويكون بالتعرض للأشعة فوق البنفسجية الضيقة B ويؤدي إلى ضبط حالة المرض وتحسينه بنسبة جيدة.
ويكون بتعريض المريض للأشعة B لعدد من الثواني في بدء جلسة العلاج ثم تزداد تدريجياً حسبما يقرره الطبيب المسؤول عن الحالة.
لا يلزم تناول حبوب كما في حالة العلاج بالأشعة A كما لا يلزم وضع نظارة شمسية سوى أثناء الجلسة العلاجية فقط.
يكون العلاج على جلسات (ثلاث جلسات في الأسبوع) ويلاحظ التحسن بعد 15 - 20 جلسة في المتوسط.
على أنه قد تمتد فترة العلاج لتصل إلى عدة أشهر حسب مستوى الحالة.

## العلاج الليزري
هناك جهاز الإكزيمر ليزر مؤخراً وهو يعمل على علاج مناطق محدودة ولكن بشكل أسرع.

## العلاج بالجراحة
وهي حديثة نسبيا وتجري في الحالات التي لا تستجيب للمعالجات الدوائية وفي البهق المحدود ونتائجها محدودة والنكس وارد. يتبع العلاج بالجراحة في حالات البهاق الثابت وهناك عدة طرق:
- الوشم لبعض الحالات المحدودة التي لا تستجيب للعلاجات الأخرى بشكل جيد.
- زراعة التطعيمات الشعرية وذلك لاحتواء البصيلات الشعرية على خلايا ملونة أكثر ولكن يحد من استخدام هذه الطريقة بالذات ظهور الشعر في المناطق غير المشعرة.
- الخزعي وهو عبارة عن أخذ تطعيمات صغيرة عديدة من مناطق الجلد السليم ووضعها في مناطق الجلد المصاب.
- الترقيع الجلدي بعدة طرق وأحسنها الشفط (الفقاعات) حيث أنها لا تترك آثاراً في غالب الأحوال.
- زراعة الخلايا الصبغية الذاتية

## ثانياً العلاج بالإزالة اللونية
لو كان لدى مريض البهاق أكثر من 50% من المناطق الواضحة ولا يرغب المريض في إعادة لونه فيمكن إزالة اللون باستخدام كريم خاص.
تتم إزالة اللون عند نسبة تتراوح ما بين 90 - 95% من المرضى خلال فترة عام أو يزيد.
العلاج لا بأس به لكن قد يحدث أحياناً فرط حساسية من الدواء أو عدم استجابة له وعند ذلك لابد من وقف العلاج على الفور إذا لم تكن دهانات الحساسية ذات فائدة.
يجب على المريض بعد إزالة اللون أن يستخدم دهانات واقية من أشعة الشمس مدى الحياة وتجنب التعرض لأشعة الشمس الزائدة.

## زراعة الخلايا الصبغية الذاتية
تعد أحدث الطرق العلاجية الجراحية لمرض البهاق على مستوى العالم حيث يتم فصل الخلايا القتامينية وتركيزها في المختبر قبل إعادة زراعتها في المنطقة المصابة بالمرض.
تجرى هذه العملية في العيادات العادية (بدون اقامة بالمستشفيات، فهي تستغرق برمتها حوالي 3 ساعات فقط.
الجدير بالذكر أن العلاج بدأ بهذه الطريقة في أمريكا في جامعة ييل ثم جرى التطوير على يد العالم السويدي ماتس اولسون ومعه فريق طبي في أماكن محدده من العالم ومن ضمنها من الدول العربية المملكة العربية السعودية على سبيل المثال لا الحصر.